# 李苦禅
李苦禅（1899年1月11日—1983年6月11日），原名英杰，後改名英，字超三，後改励公，法名苦禪，以法名行世。山东高唐人，中国画家。

## 生平
李苦禅生于山东省高唐县一户贫苦农民家庭。1918年结识画家徐悲鸿，获授西画技法。1922年，考入北平国立艺术专科学校西画系专学西画。
1923年，拜齐白石为师，成为齐白石的第一位入室弟子。自此，他开始探索“中西合璧”的道路，以改革中国画。1924年在齐白石的精心培育下，他画艺大进。後在国立艺专成立“九友画会”，九友分别是：李苦禅、王雪涛，王仲年、徐佩遐、孙公符、何冀祥、阎爱兰，颜伯龙、袁仲沂。二十世纪三四十年代与蒋雨浓、王青芳、白铎斋并称“京中四怪” 。
1931年，在杭州国立艺专任教。1934年秋，在上海举办个人画展。1935年，参加“一二·九”爱国游行示威运动。夏，与张大千重逢于北平。1936年，家庭遭变，与凌嵋琳离异；改字为励公。作《清供图》赠王森然，齐白石题道：“英也过我。” 1941年7月5日至7日，在北平中山公园举办画展，展出作品50余件。1946年，被徐悲鸿院长聘为北平国立艺专国画教授，并被推选为首届“中国美术作家协会”常务理事。次年结识画家吴作人和许麟庐。1949年，与何思源、徐悲鸿等北平文化界名流合力斡旋，呼吁中共和平解放北平，以保护古都文化遗迹和人民生命财产的安全。
中华人民共和国成立后，历任中央美术学院中国画系教授、中国画研究院院务委员、中国美术家协会理事、全国政协委员。 文化大革命期间，尤其是批“黑画”运动期间，受到批斗和迫害。1983年6月11日，因心脏病突发逝世，享年86岁。

## 艺术成就
李苦禅在中国写意花鸟画史上，继法常、徐文长、八大山人、吴昌硕、齐白石之后，成为一代写意花鸟画大师。
李苦禅主张“书至画为高度，画至书为极则”。